# Hans van Manen
Hans van Manen est un danseur et chorégraphe néerlandais né à Amstelveen le 11 juillet 1932.
Formé très tôt auprès de Sonia Gaskell et Françoise Adret, il rejoint le ballet du Concertgebouw et crée sa première chorégraphie en 1957. Il danse aux Ballets de Paris de Roland Petit puis intègre, en 1960, le Nederlands Dans Theater jusqu'en 1970.
De 1972 à 1973, il est maître de ballet au Nationale Ballet et mène depuis une carrière une carrière de chorégraphe invité.

## Principales œuvres
- Feast Oredal, 1957
- Grosse Fuge, 1971
- Adagio Hammerklavier, 1973
- Four Schumann Pieces, 1975
- 5 Tango's, 1977
- Visions fugitives, 1981
- Solo for Voices, 1968
- Twilight, 1972
- Mutations, 1970
- Snipers, 1970
- Wet Desert, 1987
- Symphonie ne trois mouvements, 1963
- Squares, 1969
- Opus Lemaître, 1972
- Le Sacre du printemps, 1974
- Chansons sans paroles, 1977
- Sarkasmen, 1990
- Shortland, 1993
- Short Cut, 1999
- Monologue, Dialogue, 2003
- Six Piano Pieces, 2006

## Distinctions
- Commandeur de l'ordre du Lion néerlandais